# Щеголихин, Иван Павлович
Ива́н Па́влович Щеголи́хин (1 апреля 1927, село Новотроицкое, Карабалыкский район, Кустанайский округ, Казакская АССР, РСФСР — 11 декабря 2010, Алма-Ата, Казахстан) — народный писатель Казахстана (1992)

## Биография
Отлично учился в авиационном училище, но в 1950 году после ареста на 4 курсе был отправлен на три года в трудовой лагерь (молибденовый рудник Сора) в Хакасию, где работал в госпитале. Освободившись, уехал в Казахстан.
В 1956 году окончил Алма-Атинский государственный медицинский институт. В 1956—1957 гг. — санитарный врач республиканской санитарно-эпидемиологической станции.
Член Союза писателей СССР с 1958 года. В 1959 году заочно окончил литературный институт им. А. М. Горького в Москве.
Был собственным корреспондентом газеты «Медицинский работник» по Казахстану, литературным консультантом Союза писателей Казахстана. Около 20 лет (с перерывами) был членом редколлегии, завотделом документальной прозы и замредактора в журнале «Простор», где пять раз увольнялся «по собственному желанию».

## Писатель
Первый рассказ «Дочь профессора» был напечатан в 1955 году в журнале «Советский Казахстан», позже переименованный в «Простор». Написал романы «Снега метельные», «Дефицит», «Должностные лица», автобиографические — «Не жалею не зову не плачу» и «Выхожу один я на дорогу», повести «Храни огонь», «Машина бремени», «И снова утро», «Пятый угол», «Слишком доброе сердце», «Шальная неделя», «День Лазаря», «Желтое колесо», «Хочу Вечности», «Холодный ключ забвенья» и другие.

## Переводчик
Рождённый в казахских степях Щеголихин глубоко проникся любовью к своей стране. Он даже, прослеживая этимологию своей фамилии, склонялся к мнению о том, что правильной его фамилия была бы — Шегали-хан. Хорошо зная казахский язык, он перевёл на русский около 20 произведений Мухтара Ауэзова, Сакена Сейфуллина, Сабита Муканова, Габидена Мустафина, Хамзы Есенжанова, Бердибека Сокпакбаева, Малика Габдуллина, Ади Шарипова.

## Общественно-политическая деятельность
В 1994—1995 гг. избирался депутатом Верховного Совета Республики Казахстан 13-го созыва, членом Комитета Верховного Совета Республики Казахстан по культуре и печати, СМИ и общественным объединениям.
В 1996—1998 гг. — депутат Сената Парламента РК от города Алма-Ата, член Комитета по международным делам, обороне и безопасности.
В 1998—2003 гг. — депутат Сената Парламента Республики Казахстан.

## Награды и звания
Почётный гражданин Карабалыкского района, награждён Почётной Грамотой Президиума Верховного Совета Казахской ССР, медалями «К 100-летию В. И. Ленина», «Ветеран труда». В 1994 году награждён казахстанским орденом «Парасат» (Благородство).

## Память
- В 2017 году в пгт Карабалык (Карабалыкского района Костанайской области) улица имени Чапаева была переименована в улицу имени Ивана Щеголихина.[5]
- В том же году улица Щеголихина появилась и в Алматы[6].